# クレセントノイズ
『クレセントノイズ』（CRESCENT NOISE）は、天野こずえによる日本の漫画。『月刊Gファンタジー』（エニックス（現・スクウェア・エニックス）刊）にて連載されていた。単行本は全6巻。ドラマCDも3作品発売された。「第1部完」ということではあるが続編は発表されておらず、移籍騒動に伴い絶版化。

## あらすじ
高校2年生・羽崎拓は、普通の人には聴こえない人間の心の音が聴こえる特殊な能力のせいで憂鬱を抱えるまま日々を過ごしていた。ある日、彼は自分と同じ能力を持つ五十嵐凛・高野響と出会い、更に彼らと相対する振夜の来訪者の存在を知る。その出会いから、拓は自分の能力"琴咒（ノイズ）"を忌み嫌い続ける日々を捨て、凛・響らと共に学園生活を過ごしながら、人の弱さにつけこみ命を奪い続ける振夜の来訪者との戦いに赴く。

## 特徴
「振夜の来訪者」との戦いというバトル漫画の要素を持ちながら、七つの大罪などをモチーフに学園を舞台として高校生という多感な世代にスポットを当てた、人間の抱く様々な感情を軸にドラマを描いている。また、各話タイトルには「月は無慈悲な夜の女王」「夏への扉」など、いくつか著名な小説の名が付けられているものがある。

## 登場人物

### 玲微名の一族
声優（声）はCDドラマ版より。
羽崎 拓（はざき たく）
声：緒方恵美
本作品の主人公。3月20日生まれ。埼京高校2年3組。17歳。血液型はO型。身長164cm、体重48kgと小柄で、響からはよく「可愛い」などと言われている。
のんびりした性格で、いつもは穏やかだが、怒らせるとかなり怖い。エイシェト戦などでその片鱗がうかがえる。恋愛ごとには鈍感。杉崎瞳や、凛の好意には全然気がついていない。
普段は祖父母と3人で暮らしており、両親の存在は不明。姉の希璃伽は1年の大半を遠方の治療施設で過ごしているので滅多に会えない。そのため、姉のことをとても大切に思っている。自室の机の上には姉の写真を飾っている。
琴咒（ノイズ）は光の加護を受けており、地水火風の4つの属性のどれにも当てはまらない特異な力。
趣味はプロ野球観戦で、日本ハムファイターズのファン。
金色の12枚の羽根を持っている。
五十嵐 凜（いがらし りん）
声：宮村優子
拓のクラスメートで学級委員長。8月8日生まれ。17歳。血液型はA型。身長170cm、体重49kg。去年の埼京高校男子人気投票で1位に輝くほどの美人でスタイルも抜群だが、拓は彼女の名前を覚えていなかった。
響とは、兄妹のような幼馴染。
琴咒（ノイズ）は水の加護を受けている。回復技も使うことはできるが、来訪者との戦いではあまり役に立ったことがない。
拓のことが好きらしいが、拓本人が鈍感なため、思いに気づいてもらえない。たいへんなやきもち焼き。弥生とはそりが合わず、弥生いわく「運動バカ」で、蘭いわく「うるさい女」。
髪型はポニーテール。別名「えび天あたま」というらしい。
隠れ家での家事担当はリビングの掃除。
高野 響（たかの ひびき）
声：関智一
拓らの1年上の先輩。7月3日生まれ。18歳。血液型はA型。身長178cm。体重は65kg。
勉強・スポーツ・ルックスの3つすべてをそろえたスーパースター。去年の埼京高校の女子人気投票で1位を取る。たまに男子からもラブレターを貰うことがあるらしい（第3巻カバー下の4コマより）。
拓らをまとめる彼らのリーダー格。しかし、大事な事はすべて一人で背負い込むのが玉に瑕。
琴咒（ノイズ）は土の加護を受けている。
料理が得意。そのため、隠れ家での家事担当は朝昼夜3食の料理担当。クリスマスパーティーの料理をすべて一人で作ったりもした。
昔は力のために人との関わりを避けていたが、4年前のある事件をきっかけに変わる。蘭ともその時に出会った。
神楽 弥生（かぐら やよい）
声：堀江由衣
拓や凛達とは別の学校に通っている神楽三姉妹の次女。3月3日生まれ。17歳。血液型はB型。身長は160cm。体重は46kg。
響らが属する「玲微名の一族」の長の命を受け、拓の調査の為にやってきた女の子。
寡黙でマイペース。しかし、戦闘能力は凛よりも数段上の実力をもつ。
琴咒（ノイズ）は火の加護を受けている。そのため、同じ火を放つことの出来るハシュマルに気に入られたことも。
変わった性格をしており、半目のままで眠ったり、寝相がすこぶる悪く別室の拓の部屋で寝ていたり、かと思えば年に何日かひたすら眠り続けるといったことを繰り返す女の子。思ったことをすぐさま口にするので凛とはそりが合わないが、凛のことを思っているのは確かである。
モモりん達モモンガの飼い主でちゃんと名前を呼ばないと怒るのだが、希璃伽にはまったく通じない。
趣味は各地の物産品集め。蘭いわく「朴念仁」。

隠れ家での家事担当は洗濯。洗濯機を使わず洗濯板を使って洗濯する。
如月 蘭（きさらぎ らん）
声：緑川光
元「振夜の来訪者」の1人で拓たちと相対していたが、後に行動を共にする。
11月13日生まれ。18歳。身長は177cm。体重は61Kg。
「如月蘭」という名前は響がつけた名前。前の名前は「ラグ」。
「振夜の来訪者」の証である光の羽根を持ちながら、人間の血を流す。
風の奏咒（ヴォイス）を用いる。使える奏咒に、「王国（マルクト）結界」「黄昏瞑壁（ウォール・クライン）」「躊雷轟撃（ライトニング・ロー）」「峻厳雷火（ゲプラーメギド）」がある。
地上界に慣れていないためか、本を読んで勉強をしてはいるものの、マンガの中のことまで鵜呑みにしてしまう。
纏司としての階級は、第8階位「大纏司（アークエンジェル）」。エイシェトやダラ、ライラが様付けで呼んでいたことから、彼らより高い地位であったことがうかがえる。また、「素晴らしき7人」の一人・ウリエルからは寵愛を受けている。
本編開始前の4年前にウリエルと共に地上階に来訪し、響と出会う。その際に「コマドリ」の詩を教えられる。
隠れ家ではとくに何もしていない。
羽崎 希璃伽（はざき きりか）
拓の1つ年上の姉。2月17日生まれ。18歳。血液型はA型。身長は168cm。体重は50kg。
14歳の時に自ら心を閉ざし幼児退行をしているため現在は遠方で療養している。
潜在的に強力な琴咒（ノイズ）の力を秘めている。熾色の6枚の羽根を持っている。
幼児退行のため、言動がとても幼く、拓のことを「たーくん」と呼ぶ。
祈棺の間で眠っている少女と瓜二つの外見。
壬生 沙里（みぶ さり）
玲微名の一族の長。琴咒（ノイズ）使いと来訪者の関係、来訪者の正体・内情に精通しており、ウリエルと対峙した際には邪眼による束縛や奏咒（ヴォイス）・「慈悲黒門（ケセドホール）」の行使、月の運行を司るなど、謎めいた人物。未だ一度も肉体が死を迎えていない堕纏司か、纏司の記憶が覚醒した人間なのかは定かではないが、少なくとも纏司の1人（それも高位）の記憶と能力を持つ事は確か。
神楽 皐月（かぐら さつき）
神楽三姉妹の長女。左目元の泣き黒子が特徴的な美人の女性。20歳。闘う場面はないため、四元の加護等は不明。里帰りの響らを出迎える。
神楽 葉月（かぐら はづき）
神楽三姉妹の三女。玲微名の一族の隠れ里住まいだが、響らが帰省した際には修学旅行などで物語中には登場せず、単行本5巻のカラーイラストで後姿を映すのみである。

### 埼京高校の生徒・先生
杉崎 瞳（すぎさき ひとみ）
羽崎拓・五十嵐凛のクラスメイト。クラスの誰とも積極的に話そうとせず、自分の未来に強い不安を抱いていた。
如月蘭に魅入られるも、拓の能力で助けられ事なきを得る。拓に淡い恋心を抱いていたようで、拓に告白しようとしたのだが、その想いを飲み込むことになる。
その後は凛と友人関係となる。
舟澤 真弓（ふなざわ まゆみ）
2年5組に転入してきた少女。クラスに馴染めず孤独を抱えており、クラスで飼育している金魚の世話をするのが楽しみであった。
転校前の学校の友人から送られてきた手紙が心の支えであったが、クラスの男子に心無い事を言われたこと、転校前の土地に行った際に友人が別の友人を作っていたこと、世話をしていた金魚が死んだことの全てが引き金となり、エイシェトに魅入られる事になる。
拓たちの手で助けられた翌日、クラスの人たちに受け入れられ、自分で心に壁を作っていたことを悔やんだ。
佐倉 由希子（さくら ゆきこ）
美術部の部長。表向きは気さくで明るい性格で、部員にも慕われている。自分に自信の持てない親友の葉山麻美を庇護している。
しかしその内面では麻美に対してのコンプレックスが渦巻いており、それをダラに利用され魅入られるも麻美の真摯な呼びかけで目を覚ます。
葉山 麻美（はやま あさみ）
美術部の副部長。気弱でおどおどとしており後輩部員たちに陰でいじめられている。親友の佐倉由希子に依存している。
けれども絵の才能はあった模様で、コンクールで入賞していた。その事でも後輩の部員たちにあからさまに陰口を叩かれる。
ダラに魅入られた由希子に対して、自分の気持ちを正直に伝えたことが由希子を助け出す鍵になった。
織姫苺（おりひめ いちご）
天文部と凛お姉さまファンクラブに入っている1年生。
天文部の部長である後藤のことが好きだというのが周りの認識であったが、実は部長ではなく、副部長の瑳和子のことが好きだった。彼女から貰ったペンダントを大事にしている。
フラストレーションを解消するため、おかしを食べ続けてしまう体質になっている。
タルシュシュ（架羅間先生）の黒い羽根を刺され、理性を失うが、凛と弥生によって救われる。
喜多瑳和子（きた さわこ）
天文部の副部長。3年生。
部長である後藤に好意を抱いていたがふられてしまい、苺のことを逆恨みして彼女の悪口を言いふらしたが、後に苺の本当の気持ちを知り和解した。
後藤匡（ごとう まさし）
天文部部長。3年生。
星を見ることが大好きで、高校3年の冬だというのにまだ部活をしているほどの情熱を抱いている。星以外には興味のない朴念仁だが、苺が入部してきてから少し変わったらしい。
瑳和子の告白を受けなかったのは苺が原因だと思われたが、実は無関係で、苺のことは可愛い後輩くらいにしか思っていない。
斎藤順子（さいとう じゅんこ）
拓や凛と同じクラスの女子生徒。
非社交的な性格のためにどこの部活にも所属せず、クラスでは孤立した存在。そのため、凛は名前をきちんと覚えていなかった。
タルシュシュ（架羅間先生）に魅入られてしまうが、拓の力により、なんとか助かる。その後、文化祭の喫茶店をやったことがきっかけで、ようやくクラスになじめるようになった。
架羅間先生（からませんせい）
文化祭間近に埼京高校に赴任してきた教師。担当は数学。「振夜の来訪者」の1人、タルシュシュの仮の姿。タルシュシュの詳細は振夜の来訪者（纏司）を。
女性教師
眼鏡を掛けた女教師。文化祭の時に生徒たちが盛り上がる姿を「どうにも鼻につく」と評しているあたり、高慢さが窺える。
後に架羅間（=タルシュシュ）に口づけをし、誘惑しようとした際に負の力を根こそぎ奪われ昏倒する。
澤田 亜紀（さわだ あき）
新聞部の部員。高野響と一緒に歩いていた美少年（蘭）にインタビューするため、文化祭で取材を掛ける。
その後も天文学部取材の際に、凛と拓を連れていくなどして接点を作った。
羽崎拓のクラスメイトの少女たち
斎藤順子がクラスで目立たずにいたことをいい事に、彼女に文化祭のクラス作業を押し付けていた少女たち。
自分たちの同好会の出店を優先していたが、クラスメイトにその事を非難されるばかりか、順子を腐した事も責められ、順子が落とした拓からのプレゼントと花言葉の本を拾ったことを機に、教室に戻った順子を糾弾する。
その際に黒い羽根を刺され魅入られた順子により昏倒する事となる。
名前が明らかになったのは「広瀬」だけで、他の2人は名前も明かされなかった。

### 振夜の来訪者（纏司）
ラグ
詳細は玲微名の一族を参照。
エイシェト
舟澤真弓に魅入った女性の来訪者。拓の前に現れ彼を挑発する、舟澤の抱える悩みを「下らぬ」と切り捨てるなど性格は高慢。
その為拓たちの怒りを買い、代わる代わるの攻撃を受けて倒された。
ダラ
佐倉由希子に魅入った男性の来訪者。海岸で拓と凛に攻撃を仕掛けた相手のうちの1人。
由希子に魅入り、彼女を盾にとるような形で攻撃を仕掛けてこようとするが神楽弥生の一撃で大ダメージを食らった挙句、止めを拓に制止され、麻美の真摯な呼びかけに由希子を奪い返された挙句、弥生に止めを刺されて倒された。
ライラ
橘玲子に魅入った女性の来訪者。海岸で拓と凛に攻撃を仕掛けた相手のうちの1人。
最初は蘭の消極的な姿勢に対し、「負の力を持つ相手がいなければそう仕向ければいい」と言い放ち、玲子の心の根底にある拓への嫉妬心を煽り、魅入る事に成功する。
しかし響が対峙した際に響たちを愚弄したことで響の怒りを買い、そして蘭にも冷厳に切り捨てられ見捨てられる形で倒されることとなる。
ニスロク
迷宮（ラビリンス）の下層3階位を束ねる、第7階位「権纏司（プリンシバリティーズ）」。火の力を操る。「大いなる鷹」という字がある。人間への魅了を「戯れ」と称し、負の力を吸い上げて糧とする事に喜びを感じる。エイシェトらが続いて倒された事によって響らへのお礼参りに来訪し、一度は響に怪我を負わせ凛を倒し、単身残った拓も追い詰めかけるが蘭が寝返ったことで形勢が変化する。最期は蘭の「峻厳雷火（ゲプラーメギド）」に倒れる。
ベレト
迷宮の中層に住まう3兄弟の末弟。第6階位の「能纏司（パワーズ）」。女性と見紛うほどの美少年の容姿だが、力は強い。纏司と人間はよく似ており、互いを尊重できる存在である、という纏司の中では極めて稀な価値観を持ち、両者の橋渡しを買って出ようとする。しかし、ハシュマル来訪の危機を伝えに響に接触し、最期はハシュマルの攻撃から響を庇い、琴咒（ノイズ）と奏咒（ヴォイス）は同質のものと告げて消滅する。
タルシュシュ
迷宮の中層に住まう3兄弟の次兄。第5階位の「力纏司（ヴァーチューズ）」。冷徹な性格で風の力を操る。ウリエルの命を受け、教師・架羅間として埼京高校に赴任し、人間と響らを観察する。その中で高貴な存在と称する自分達に疑問を抱き、永遠に等しい生故に自らの存在意義も持たずただ怠惰に生き続ける纏司の不幸を悟り、最期は弟・ベレトの意志に殉じる事に自らの存在意義を見出し、ウリエルの攻撃から拓らを庇って消滅する。
ハシュマル
迷宮の中層に住まう3兄弟の長兄。第4階位の「主纏司（ドミニオン）」。火の力を操る。ベレト、タルシュシュら弟を溺愛している。過剰に芝居がかった詩的な言葉を使い、下衆な感情を持ち合わせない高貴な存在と謳う纏司達の一人だが、タルシュシュからは「皮肉なほど人間にそっくり」であると称される、直情的な性格。
ウリエル
迷宮の上層に住まい、纏司の中でも最高位に位置する「素晴らしき7人」の一人で、「熾纏司（セラフ）」。ラグを寵愛している。「太陽の統率者」「世界と地獄（ケルベロス）を見張る者」など、彼女を称える字は多い。放出するエネルギーを自ら制御せねば光臨しただけで街一帯を吹き飛ばすほどの力の持ち主。行使する奏咒に「尊厳地鳴（ホドクウェイク）」がある。他の多くの纏司と同じく人間を蔑み、力を奪う事に喜びを感じる。その為、地上へ堕纏して人間となった纏司の末裔である拓ら玲微名の一族を根絶やしにしようとする。響にとってはロビンの憎き仇。
ミカエル
沙里の会話の中に登場する纏司の1人。「正義の纏司」と呼ばれており、天上の纏司全てを巻き込んだ大戦の後未だ目覚めないとされる。
ガブリエル
沙里の会話の中に登場する纏司の1人。「真理の纏司」と呼ばれており、天上の纏司全てを巻き込んだ大戦の後欠いて久しいとされる。

### その他の人物
羽崎拓の祖父
拓と同居している祖父。友人と旅行に出かける事が久しぶりであることを喜んでいた。
「祈柩の間」の少女
「天の岩舟」の中にある「祈柩の間」に眠る少女。希璃伽に良く似ているようだが…

## 用語
玲微名の一族
響らが所属する琴咒（ノイズ）使いの集団。1000年以上の間、歴史の影で振夜の来訪者と戦い続けてきている。里は奈良県橿原市に存在という設定。代表者は壬生沙里。
琴咒（ノイズ）
普通の人間には聴こえない微弱な心の音を増幅させて様々な超常現象を起こす特殊能力。通常は地水火風、四元のいずれかの加護を受け、上弦の三日月の夜に最大の力を発揮する。
奏咒（ヴォイス）
振夜の来訪者が行使する超能力。高位の奏咒（ヴォイス）は詠唱が必要で、その詠唱時の呪文及び能力名はセフィロトに由来している。
振夜の来訪者
人間の負の感情に基づく願いを叶え、その生気を奪う未知の存在。その正体は「纏司」で、元ネタは全て聖書に登場する天使。永遠に等しい生と凄まじい能力を持ち、自らを高貴な存在と謳う。光の粒魂のような高次な精神体としての存在が主体である。現世に降臨（堕纏）する際には肉体を形成するが、その力を破られた際には肉体を構成する無数の羽根を散らす。また、堕纏が長くなると肉体は徐々に人間へと変化する。
迷宮（ラビリンス）
振夜の来訪者が住まう位相空間の月（レヴィナー）。上中下の3つの階層に、その力の差で来訪者達が分けられ暮らしている。ある程度の組織性は見られるが、基本的に来訪者達は互いに特に干渉する事も無い。

## 書籍一覧

### 単行本
Gファンタジーコミックス(GFC) エニックス（現:スクウェア・エニックス）A5判全6巻(絶版)
1. 1998年01月27日 ISBN 4-87025-599-5 雑誌48071-01
2. 1998年08月27日 ISBN 4-87025-322-4 雑誌48071-14
3. 1999年02月27日 ISBN 4-87025-444-1 雑誌48071-27
4. 1999年10月27日 ISBN 4-7575-0097-1 雑誌48071-44
5. 2000年08月27日 ISBN 4-7575-0275-3 雑誌48071-72
6. 2001年06月27日 ISBN 4-7575-0453-5 雑誌48071-98